# Конвой SC 7
Конвой SC 7 — североатлантический конвой.
Состоял из 35 торговых судов и 5 кораблей эскорта. Был отправлен из порта Сиднея, Новая Шотландия (Канада) 5 октября 1940 года, после полудня в Англию. Построение конвоя — девять кильватерных колонн по 3-4 судна в каждой. Дистанция между колоннами конвоя около полмили. Вокруг корабли эскорта.
В ночь с 16 на 17 октября конвой обнаружила германская субмарина U-48. Сообщив в штаб координаты конвоя и не дожидаясь 5 отправленных в район подлодок для скоординированных действий, пошла в атаку. Первым она потопила танкер «Лангедок». Через две минуты торпеды попали в сухогруз «Скорсби», он вскоре затонул. Судно «Лангедок» получило тяжёлые повреждения и было добито кораблями эскорта. U-48 послала последнюю торпеду точно в пароход «Карлсбрек». Субмарина U-99 оказалась самой результативной в атаке на данный конвой — она потопила 9 судов.
Всего немецкими подлодками потоплено 20 из 35 грузовых судов более двух были повреждены, при этом 141 моряк погиб. Подлодки потерь не имели.